# Campomanesia aurea
É uma espécie de Campomanesia da América do Sul, encontrada com abundancia no sul do Brasil.

## Sinônimos
Lista de sinônimos segundo o Reflora:
- Heterotípico Campomanesia cyanea O.Berg
- Heterotípico Campomanesia gardneriana O.Berg
- Heterotípico Campomanesia gracilis Kausel
- Heterotípico Campomanesia hatschbachii Mattos
- Heterotípico Campomanesia maracayuensis Barb.Rodr. ex Chodat & Hassl.

## Morfologia e Distribuição
Arbusto nativo dos Campos de Altitude, Campos Limpo e Restingas do Paraná, Santa Catarina e Rio Grande do Sul.